# James Shea
James Shea, né le 16 juin 1991 à Islington, Angleterre, est un footballeur anglais. Il évolue au poste de gardien de but avec le club anglais de Luton Town.

## Biographie

### En club
Formé à Arsenal, il est brièvement prêté à Southampton FC en février 2011.
Pour la saison 2011-12, il est prêté à Dagenham & Redbridge, faisant ses débuts le 7 août 2011.
Le 30 juin 2013, il quitte Arsenal.
Le 3 juin 2017, il rejoint Luton Town.